# 马泰塞堡
马泰塞堡（義大利語：Castello del Matese）是意大利卡塞塔省的一个市镇。总面积21平方公里，人口1535人，人口密度73.1人/平方公里（2009年）。ISTAT代码为061025。